# Эрбанк (город, Миннесота)
Эрбанк (англ. Urbank) — город в округе Оттер-Тейл, штат Миннесота, США. На площади 1,9 км² (1,9 км² — суша, водоёмов нет), согласно переписи 2002 года, проживают 59 человек. Плотность населения составляет 31,2 чел./км². 
- FIPS-код города — 27-66388[1]
- GNIS-идентификатор — 0653577[2]

## География
Дороги № 38 и № 59 являются основными маршрутами округа Оттер-Тейл.